# Marele Duce Alexei Alexandrovici al Rusiei
Marele Duce Alexei Alexandrovici al Rusiei (14 ianuarie 1850 (4 ianuarie  stil vechi) – 14 noiembrie 1908) a fost al șaselea copil și al patrulea fiu al Țarului Alexandru al II-lea al Rusiei și al primei lui soții Maria de Hesse. Destinat unei cariere navale, Alexei a început pregătirea militară la vârsta de 7 ani. Până la vârsta de 20 de ani a fost făcut locotenent al Marinei Imperiale Ruse și a vizitat toate porturile militare ale Rusiei. În 1871 a fost trimis ca ambasador în Statele Unite ale Americii și în Japonia.
În 1883 a fost numit amiral. A a avut o contribuție semnificativă la echiparea marinei ruse cu nave noi și la modernizarea porturilor. În 1905, după înfrângerea din bătălia de la Tsushima a fost îndepărtat de la comandă. A murit la Paris în 1908.

## Primii ani

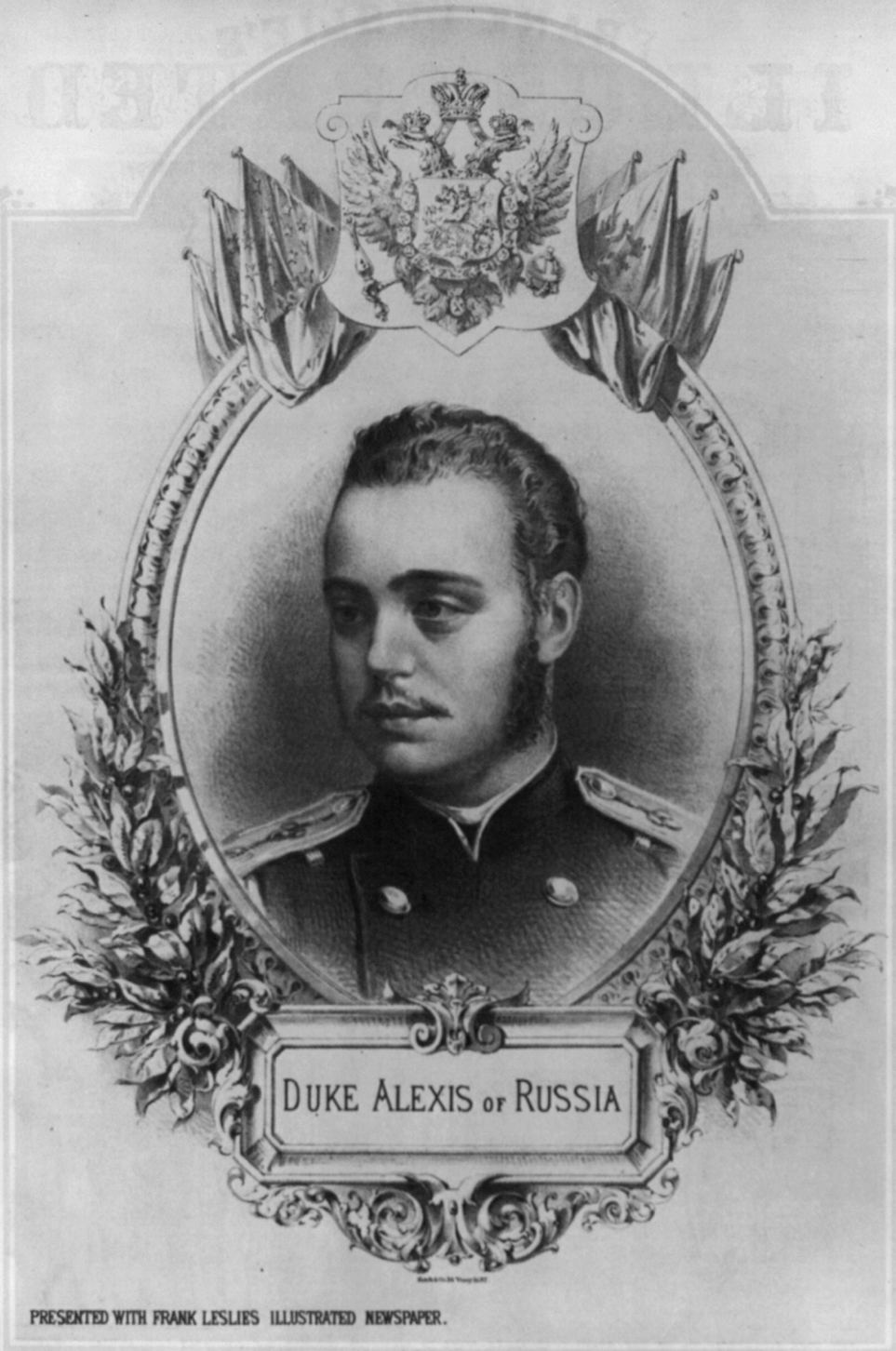
Alexei Alexandrovici

Marele Duce Alexei Alexandrovici s-a născut la Sankt Petersburg la 14 ianuarie 1850. El a fost fiu al împăratului Alexandru al II-lea al Rusiei și al împărătesei Maria Alexandrovna. A fost fratele mai mic al Marii Ducese Alexandra Alexandrovna (a murit la șase ani jumătate), Țareviciului Nicolae (a murit la 21 de ani),  Alexandru al III-lea, Marele Duce Vladimir și fratele mai mare al Marii Ducese Maria (mama reginei Maria a României), Marelui Duce Serghei și Marelui Duce Paul.
Marele Duce Alexei a fost destinat unei cariere navale încă din copilărie. La vârsta de 7 ani el a primit gradul de elev-ofițer. Anul următor amiralul Konstantin Posiet a fost numit profesorul său. În timp ce iernile erau dedicate studiilor teoretice, în timpul verilor el se antrena pe nave rusești din flota baltică care staționau la Sankt Petersburg. La 18 septembrie 1866 Marele Duce Alexei a fost ridicat la rang de locotenent. Și-a continuat cariera în marină servind ca ofițer la bordul fregatei Alexander Nevski și a făcut pe o croazieră pe Marea Mediterană până la Pireu. În Grecia a participat la nunta verișoarei sale, Olga Konstantinovna, cu regele George I al Greciei.
În ianuarie 1870 Alexei Alexandrovici a devenit major potrivit legislației ruse. Evenimentul a fost marcat prin depunerea a două jurăminte: cel militar și jurământul de credință al Marilor Duci ai Caei Imperiale ruse. În iunie 1870 a început ultima parte a pregătirii sale. Aceasta a inclus navigația cu un motor cu aburi pe ruta de la Sankt Petersburg la Arhanghelsk prin Canalul  Mariinsk și râul Dvina de Nord. După ce a vizitat școlile și facilitățile industriale ale Arhanghelsk, a început pregătirea în navigarea în condiții arctice la bordul corvetei Varyag. Croaziera lui l-a dus în Insulele Solovetsky, continuând prin Marea Albă și Marea Barents în Novaia Zemlea. Traseul a continuat cu Kola Bay și orașul Murmansk, porturile din nordul Norvegiei și Islanda. A revenit la Cronstadt la sfârșitul lunii septembrie.

## Relația cu Alexandra Zhukovskaia

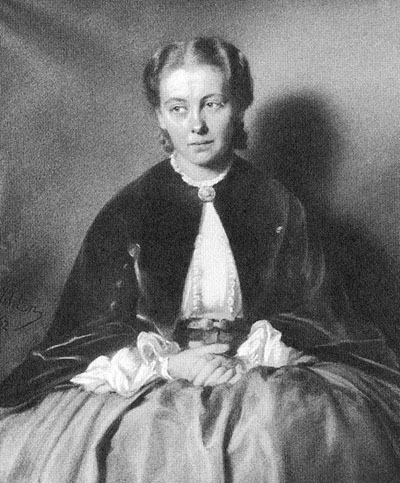
Alexandra Jukovskaia

În 1869/1870, Alexei a avut o relație cu Alexandra Jukovskaia, fiica poetului Vasili Jukovski, care era cu opt ani mai mare decât el. Ei au fost părinții unui fiu, Alexei, născut la 26 noiembrie 1871. Țarul Alexandru al II-lea s-a opus puternic acestei relații.
Unii istorici au afirmat că Marele Duce s-a căsătorit morganatic și căsătoria a fost anulată de Biserica Ortodoxă Rusă, deoarece, potrivit "Legilor Fundamentale ale Casei Imperiale" , căsătoria era ilegală. Totuși, articolele 183 și 188, care interziceau căsătoriile fără consimțământul împăratului, au fost incluse în Legile Fundamentale abia în revizuirea din 1887 prevăzută de Țarul Alexandru al III-lea. Normele valabile în 1870 nu interziceau căsătoriile morganatice, însă excludeau copii proveniți din aceste căsătorii din succesiunea la tron. Nu există dovezi nici despre căsătorie nici de divorț. De asemenea, nu există nici o dovadă că Marele Duce a solicitat permisiunea de a se căsători. Cum Alexandra Jukovskaia nu aparținea aristocrației și în plus era fiica unui fiu nelegitim al unui proprietar rus și a unei sclave turce, o astfel de căsătorie era de neconceput.
Deranjat de aventura fiului său, Alexandru al II-lea a refuzat chiar să acorde Alexandrei Jukovskaia un titlu, care ar fi însemnat recunoașterea oficială a paternității Marelui Duce, chiar dacă era nelegitim. Alte curți europene au refuzat, de asemenea, să-i acorde un titlu. Ca o soluție de ultimă instanță, la 25 martie 1875 Alexandra a primit titlul de baroneasă Seggiano de la Republica San Marino, cu dreptul de a-i transmite titlul fiului ei Alexei și urmașilor masculini ai acestuia. Abia în 1883, Alexandru al III-lea, fratele mai mare al Marelui Duce, i-a acordat baronului Seggiano titlul de conte de Belevski și în 1893 i-a aprobat blazonul.